# Valpedre
Valpedre es una freguesia portuguesa del concelho de Penafiel, con 6,31 km² de superficie y 1.501 habitantes (2001). Su densidad de población es de 237,9 hab/km².